# Instituto de Pesquisas de Produtos Naturais Walter Mors
O Instituto de Pesquisas de Produtos Naturais Walter Mors (IPPN) é um órgão suplementar da Universidade Federal do Rio de Janeiro (UFRJ), criado em 2013 a partir da transformação do antigo Núcleo de Pesquisas de Produtos Naturais em um instituto especializado. Localiza-se no prédio do Centro de Ciências da Saúde (CCS), na Cidade Universitária, Rio de Janeiro.